# Église Notre-Dame-de-l'Assomption d'Assevillers
L'église Notre-Dame-de-l'Assomption d'Assevillers est une église catholique située à Assevillers, dans le département de la Somme, à l'est d'Amiens.

## Historique
L’église d'Assevillers, datant des XVe, XVIe et XVIIe siècles et construite en en moellons et pierres  a été presque totalement détruite au cours de la Première Guerre mondiale, lors de l’offensive franco-britannique de 1915,.
Elle a été reconstruite durant l'entre-deux-guerres sur les plans de l'architecte Louis Duthoit.
Son décor et son mobilier ont été réalisés de 1929 à 1931.
L'église, la mairie et l'école constituant un ensemble remarquable ont été labellisées « Patrimoine du XXe siècle » par le ministère de la Culture et de la Communication en novembre 2005,. Ce label est remplacé depuis 2016 par le label Architecture contemporaine remarquable (A.C.R.).

## Caractéristiques
L'église d'Assevillers de style Art déco a été construite en pierre, béton et brique selon un plan basilical traditionnel. La nef et le chœur forment un seul vaisseau prolongé par des bas-côté et un transept d'une hauteur plus réduite. Le clocher-porche est surmonté d'un toit en flèche à huit pans recouvert d'ardoises. Le tympan du porche d'entrée est orné d'un portrait du Christ sculpté par Anne-Marie Roux-Colas.
Jean Gaudin réalisa les vitraux, les mosaïques et le mortier coloré projeté. Détruits pendant la Seconde Guerre mondiale, ils ont été redessinés par Jacques Michel, maître-verrier de Montreux-sur-Seine et installés par le maître-verrier Julien Vosch. deux d'entre eux représente une pietà et une crucifixion,.
Le chemin de croix, en plâtre est l'œuvre du sculpteur Marcel Marron.
Le mobilier a été réalisé par Raoul Brieux, menuisier amiénois. Les autels, les fonts baptismaux et le bénitier sont l'œuvre de Marcel Sueur, d'Amiens.

## Photos

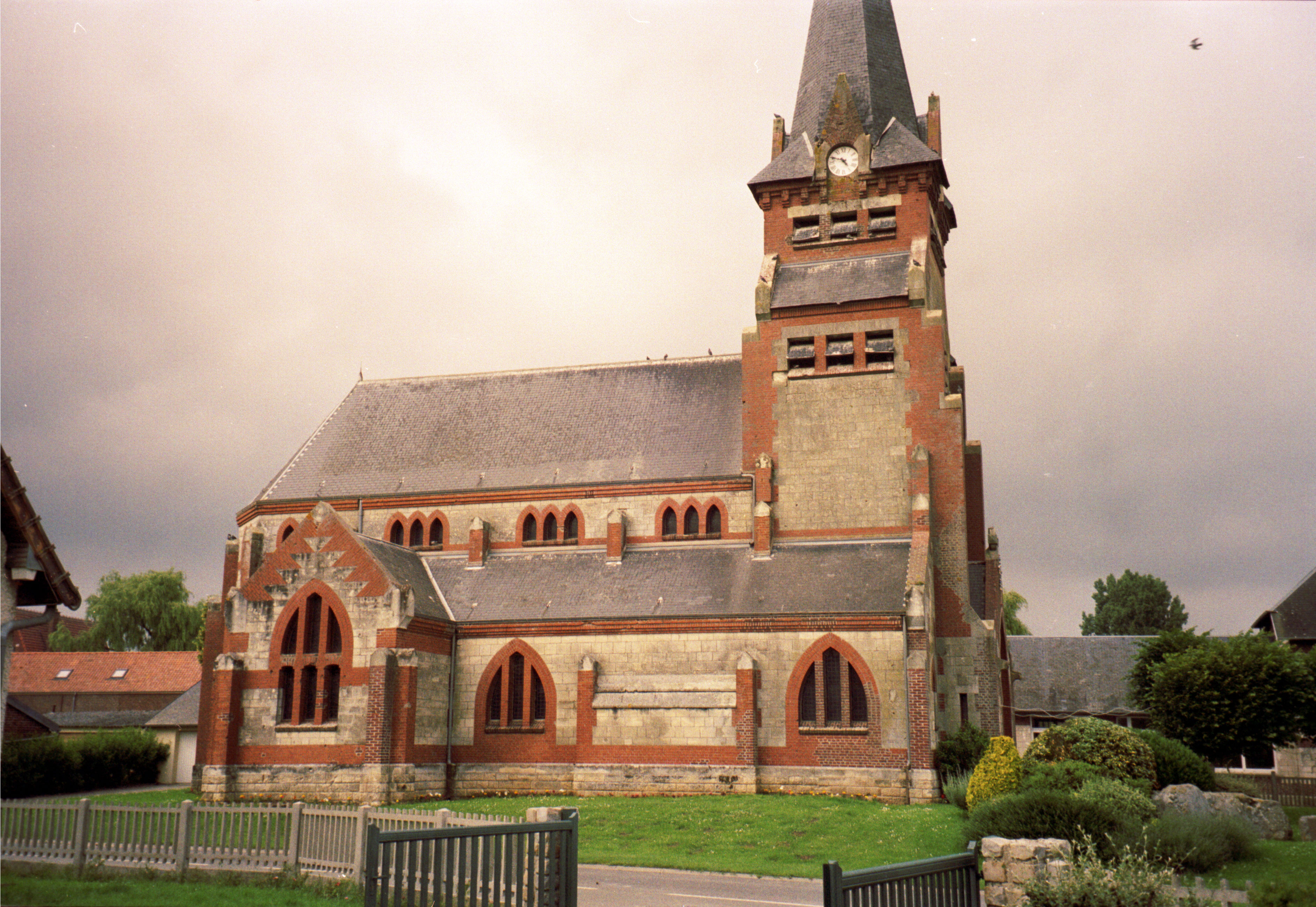
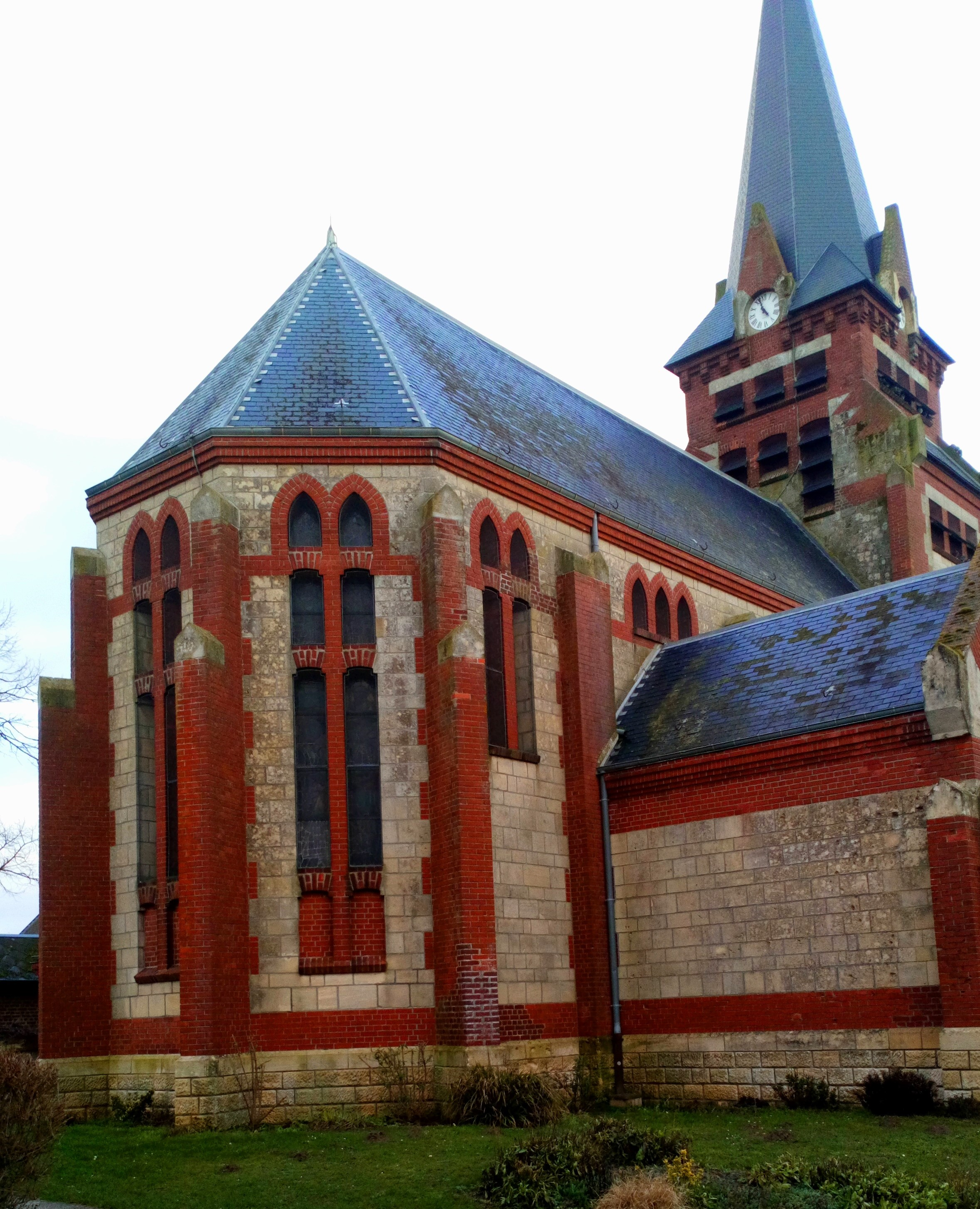
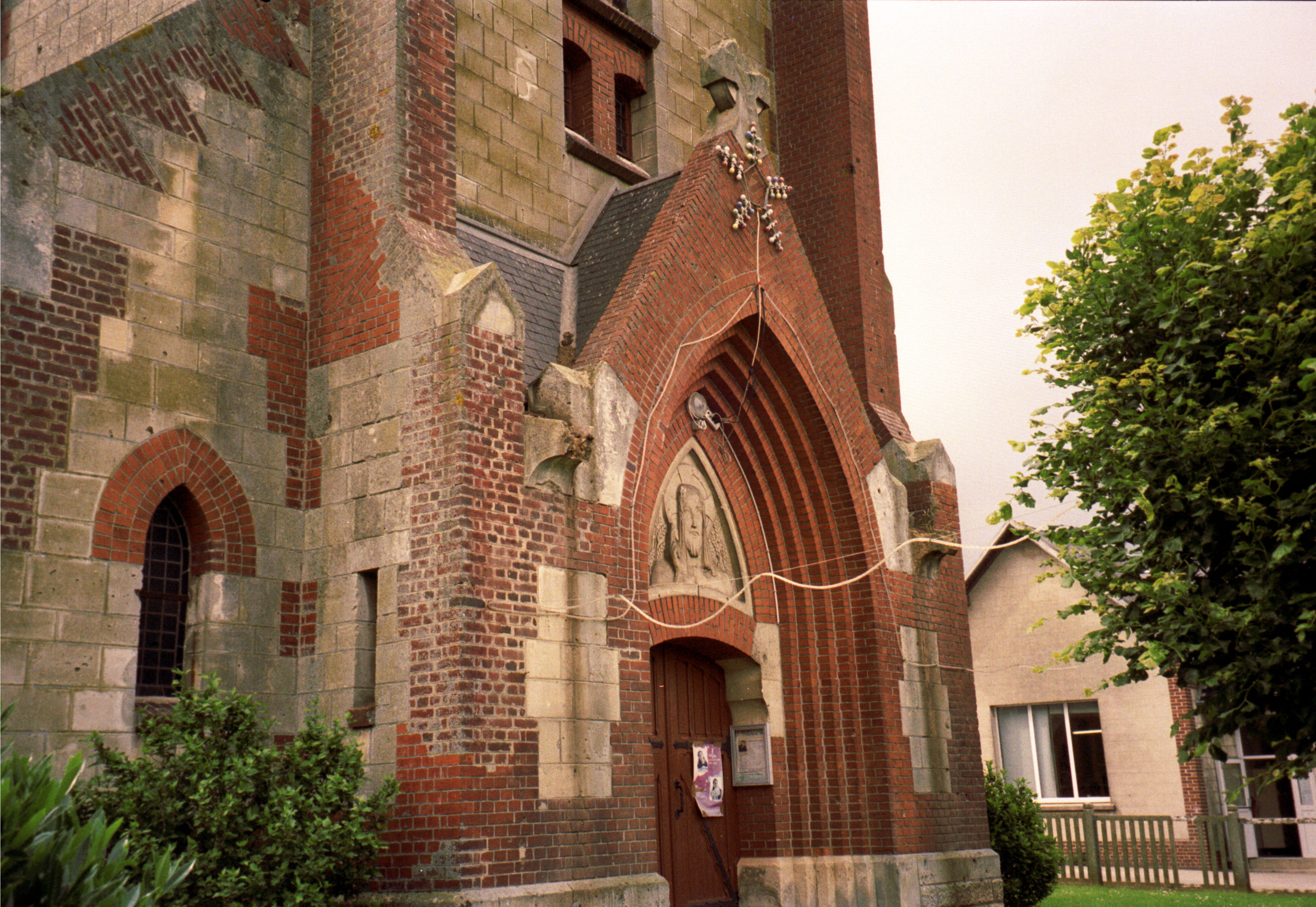